# St. Kilian
St. Kilian este o comună din landul Turingia, Germania.

## Districte
- Altendambach
- Breitenbach
- Erlau
- Hirschbach
- St. Kilian